# Козак, Данута
Дану́та Козак (венг. Kozák Danuta; род. 11 января 1987, Будапешт) — венгерская гребчиха-байдарочница, 6-кратная олимпийская чемпионка, многократная чемпионка мира и Европы, победительница кубка мира и национальных первенств, победительница I Европейских игр 2015 года. Единственная венгерская женщина, выигравшая 6 золотых олимпийских наград (среди мужчин таких трое). По количеству побед на Олимпийских играх в гребле на байдарках и каноэ уступает только Биргит Фишер и Лисе Кэррингтон (шесть побед также на счету Герта Фредрикссона). Почётный гражданин Будапешта (2012) и Уйпешта (2016). Спортсменка года в Венгрии (2018).

## Биография
Данута Козак родилась 11 января 1987 года в Будапеште. Активно заниматься греблей начала уже в возрасте девяти лет, в 2007 году впервые прошла отбор в основной состав национальной сборной и получила возможность принимать участие в крупнейших международных стартах. С тех пор пять раз становилась чемпионкой мира и семь раз чемпионкой Европы, как правило, на дистанциях 500 и 200 м. Кроме того, имеет в послужном списке серебряную и бронзовую медали с мировых первенств, а также шесть серебряных медалей с европейских. Неоднократно побеждала на этапах Кубка мира и занимала высокие позиции в мировых рейтингах сильнейших байдарочниц.
За свою карьеру Козак принимала участие в трёх летних Олимпийских играх, впервые в 2008 году соревновалась в Пекине, где впоследствии завоевала серебряную награду в дисциплине 500 м на четырёхместных байдарках. Однако по-настоящему успешной для неё получилась Олимпиада 2012 года в Лондоне, там она взяла золото сразу в двух программах, Б-1 500 м и Б-4 500 м. А спустя четыре года, на Олимпиаде в Рио, Данута смогла выступить ещё лучше, выиграв три золотые медали — в одно-, двух- и четырёхместных байдарках на дистанциях 500 метров и стала пятикратной олимпийской чемпионкой.
В мае 2022 года перенесла операцию на локтевом суставе. В марте 2023 года у неё родилась вторая дочь Мила.